# Карагай (Зерендинський район)
Карага́й (каз. Қарағай) — село у складі Зерендинського району Акмолинської області Казахстану. Входить до складу Булацького сільського округу.
Населення — 258 осіб (2021; 262 у 2009, 384 у 1999, 418 у 1989).
Національний склад станом на 1989 рік:
- казахи — 65 %.

Станом на 1989 рік село мало статус станційного селища.